# Estadio Milan Sredanović
El Estadio Milan Sredanović (en serbio: Стадион Милан Средановић у Кули), conocido popularmente como "Bombonjera". es un estadio de fútbol ubicado en Kula, Serbia y actualmente es la sede del FK Hajduk Kula.

## Historia
Fue inaugurado en 1992 y el arquitecto fue Miodrag Rakočević. El estadio fue construido por iniciativa del Hajduk Kula, apoyado por jugadores, entrenadores y aficionados. Financiado principalmente con recursos privados (el club en ese entonces estaba patrocinado por la compañía local Rodić M&B), con una poca ayuda del municipio. Las partes de concreto provenían de Murska Sobota en Eslovenia a causa de la guerra, por lo que algunos materiales no pudieron llegar a Kula. El estadio fue edificado donde antes estaba la sede del Hajduk Kula, la cual fue equipoada con tribunas prefabricadas y parcialmente levantadas donde antes estaba la Kula Sinagogue, que había sido destruida en 1948.
En la temporada de 1991–92, la última como parte de Yugoslavia, el Hajduk estaba en la Segunda Liga de Yugoslavia y terminó de subcampeón, logrando el ascenso a la primera división. Desde la temporada de 1992–93 estuvo en la Primera Liga de Yugoslavia (que posteriormente pasaría a llamarse Primera Liga de Serbia y Montenegro) y luego de la independencia de Montenegro en 2006 siguió en la Superliga de Serbia hasta 2013 cuando el club desapareció por problemas financieros. Al mismo tiempo que el OFK Hajduk fue creado en categorías juveniles. En 2015 el Hajduk Junior nació, con sección de primer equipo. En 2018 se fusionó con el OFK Odžaci y pasó a llamarse Hajduk 1912 como equipo de la Liga Serbia Vojvodina.
Los aficionados del Hajduk de los años 1990, llamados "Zulovci", eran considerados como uno de los grupos de hooligans más organizados y peligrosos del país.
En el verano de 1997 el Hajduk debutó en competiciones europeas en la UEFA Intertoto Cup. En dos de los cuatro partidos jugó de local, en el llamado Hajduk Stadium ante el Halmstads BK (0:1) y el Kongsvinger IL (2:0 a estadio lleno). La segunda aparición del Hajduk sería en 2006 cuando estaba en las rondas clasificatorias para la UEFA Cup. En ese caso, por objeciones de la UEFA, el Hajduk no pudo jugar de local en su estadio, por lo que pasaron a jugar en el Estadio Estrella Roja en Belgrade. Hajduk jugó de local en el Red Star Stadium en 2007 cuando jugó la UEFA Intertoto Cup por segunda vez.
El estadio ha servido como sede para selecciones nacionales de categoría menor. Debido a la renovación de su estadio, el FK Spartak Subotica jugó de local en el Stadion Milan Sredanović en la primera parte de la temporada 2018–19 en la primera división.
El 19 de mayo de 2017 se realizó una ceremonia en el estadio luego de la muerte de Milan Sredanović en marzo de 2016. Milan Sredanović es considerado como uno de los mejores guardametas de Hajduk. Luego de terminar su carrera deportiva, pasó a ser entrenador en Hajduk y director del estadio durante su construcción. En 2020 se creó un torneo juvenil de fútbol dedicado a a Milan Sredanović (en serbio: Memorijalni turnir “Milan Sredanović”).
En enero de 2018 la municipalidad hizo una inversión de 18,35 millones de dinares. En 2020 se creó el "Sportski centar opštine Kula" ("Centro Municipal de Deportes de Kula") en capacidad de operador del estadio.